# Rudolf Maria Koppmann
Rudolf Johannes Maria Koppmann  OMI (* 18. Januar 1913 in Essen; † 24. Juni 2007 in Hünfeld) war ein deutscher Ordenspriester und Apostolischer Vikar von Windhoek.

## Leben
Koppmann trat 1933, im Alter von 20 Jahren, dem Orden der Oblaten der Unbefleckten Jungfrau Maria bei. 1938 empfing er durch den damaligen Koadjutor und späteren Bischof von Fulda, Johannes Dietz, die Priesterweihe. Seit 1939 war er als Oblatenmissionar in Südwestafrika tätig. 1957 wurde er von Papst Pius XII. zum Titularbischof von Dalisandus in Pamphylia und zum Apostolischen Koadjutorvikar von Windhuk ernannt. 1957 empfing er die Bischofsweihe in Hünfeld durch den apostolischen Vikar Joseph Gotthardt (OMI). Als Apostolischer Vikar von Windhuk war Rudolf Maria Koppmann von 1957 bis 1980 tätig. Um die Reisezeiten für seine Visitationen zu verkürzen, lernte Koppmann bald nach seinem Amtsantritt Fliegen. Fortan konnte er alle seine Gemeinden mit einer Dornier Do 27 innerhalb weniger Stunden erreichen. Von 1962 bis 1965 war er Teilnehmer beim Zweiten Vatikanischen Konzil.
Von 1982 bis 1993 war er bei den Missionsschwestern des Benediktinerordens in Tutzing als Krankenhausseelsorger und Spiritual tätig. Seinen Ruhestand verbrachte er seit Ende 1993 im Hünfelder Oblatenkloster. 2007 feierte er sein 50-jähriges bischöfliches Dienstjubiläum. Rudolf Maria Koppmann wurde auf dem Klosterfriedhof der Hünfelder Oblaten in Hünfeld beigesetzt.

## Ehrungen
- 1983: Verdienstkreuz 1. Klasse der Bundesrepublik Deutschland